# Jack Hillen
Jack Hillen (* 24. leden 1986 v Minnetonka, Minnesota) je bývalý americký hokejový obránce.

## Hráčská kariéra
Svou mládežnickou kariéru začal jako hráč hokejové v týmu Tri-City Storm, působící v lize USHL v období 2003/04. Poté hrával čtyři roky v týmu Colorado College, ke konci sezony 2007/08 debutoval v National Hockey League za klub New York Islanders. Ve druhém zápase si připsal první bod, když přihrál slovenskému útočníkovi Miroslavu Šatanovi. V následující sezóně už začínal v organizaci Ostrovanů, ale hrával taktéž na jejich farmě v Bridgeport Sound Tigers. 30. července 2009 prodloužil smlouvu o další dva roky. Od sezóny 2009/10 se stal kmenovým hráčem Islanders. 26. ledna 2010 v domácím utkání proti Washington Capitals, dostal přímý zásah pukem do obličeje od Alexandra Ovečkina. Byl schopný opustit led sám. Následně byl převezen do nemocnice, kde musel na operaci ze zlomenou čelistí a poškození zubů, na soupisce ostrovanů chyběl 6 týdnů. Po zotavení se vrátil zpět na soupisku. 8. srpna 2011 podepsal jednoletou dvoucestnou smlouvu s Nashville Predators. Za Predators odehrál 55 zápasů a podruhé si v kariéře zahrál playoff. Vedení klubu mu neprodloužil kontrakt a 1. července 2012 se tak stal volným hráčem. Následující den podepsal jednoletou dvoucestnou smlouvu s klubem Washington Capitals. V organizaci Caps se hnedka zabydlel v základní sestavě. Po prvním roce stráveném v klubu se dohodl na jejím prodloužení smlouvy o následující dva roky. V závěru sezony 2014/15 byl vyměněn společně s volbou výběru draftu 4 kola za amerického obránce Tima Gleasona z Carolina Hurricanes. Za Hurricanes odehrál pouze tři zápasy. Po vypršení smlouvy mu nebyla nabídnuta nová smlouva, tím se stal nechráněným hráčem. V průběhu nové sezony se nedočkal žádné nabídky od klubů, 2. ledna 2016 oznámil konec aktivní kariéry.

## Trenérská kariéra
Do trenérské profese se začlenil v ročníku 2016/17 roli asistenta hlavního trenéra Trenta Palma v Academy of Holy Angels. Ještě jako mladý začínající hráč, hrával v letech 2000/04 právě v Academy of Holy Angels, ve kterém byl oceněn vyřazení jeho čísla 4.

## Ocenění a úspěchy
- 2008 NCAA - Obránce roku
- 2008 NCAA - První All-Star Tým
- 2008 NCAA - První All-American Tým

## Prvenství
- Debut v NHL - 3. dubna 2008] (New York Islanders proti New York Rangers)
- První asistence v NHL - 4. dubna 2008 (New York Rangers proti New York Islanders)
- První gól v NHL - 5. března 2009 (New York Islanders proti New York Rangers, švédskému brankáři Henrik Lundqvist)

## Klubové statistiky
| Sezóna       | Klub                    | Soutěž       |     | Základní část | Základní část | Základní část | Základní část | Základní část |   | Play off | Play off | Play off | Play off | Play off |
| Sezóna       | Klub                    | Soutěž       | Z   | G             | A             | B             | TM            | Z             | G | A        | B        | TM       |          |          |
| 2003/2004    | Tri-City Storm          | USHL         | 21  | 2             | 2             | 4             | 16            | 6             | 0 | 1        | 1        | 2        |          |          |
| 2004/2005    | Colorado College        | WCHA         | 30  | 2             | 9             | 11            | 20            | —             | — | —        | —        | —        |          |          |
| 2005/2006    | Colorado College        | WCHA         | 42  | 4             | 9             | 13            | 48            | —             | — | —        | —        | —        |          |          |
| 2006/2007    | Colorado College        | WCHA         | 38  | 7             | 8             | 15            | 38            | —             | — | —        | —        | —        |          |          |
| 2007/2008    | Colorado College        | WCHA         | 41  | 6             | 31            | 37            | 60            | —             | — | —        | —        | —        |          |          |
| 2007/2008    | New York Islanders      | NHL          | 2   | 0             | 1             | 1             | 4             | —             | — | —        | —        | —        |          |          |
| 2008/2009    | New York Islanders      | NHL          | 40  | 1             | 5             | 6             | 16            | —             | — | —        | —        | —        |          |          |
| 2008/2009    | Bridgeport Sound Tigers | AHL          | 33  | 4             | 13            | 17            | 31            | 5             | 0 | 2        | 2        | 2        |          |          |
| 2009/2010    | New York Islanders      | NHL          | 69  | 3             | 18            | 21            | 44            | —             | — | —        | —        | —        |          |          |
| 2010/2011    | New York Islanders      | NHL          | 64  | 4             | 18            | 22            | 45            | —             | — | —        | —        | —        |          |          |
| 2011/2012    | Nashville Predators     | NHL          | 55  | 2             | 4             | 6             | 20            | 2             | 0 | 0        | 0        | 2        |          |          |
| 2012/2013    | Washington Capitals     | NHL          | 23  | 3             | 6             | 9             | 14            | 7             | 0 | 1        | 1        | 6        |          |          |
| 2013/2014    | Washington Capitals     | NHL          | 13  | 0             | 1             | 1             | 4             | —             | — | —        | —        | —        |          |          |
| 2013/2014    | Hershey Bears           | AHL          | 2   | 0             | 2             | 2             | 0             | —             | — | —        | —        | —        |          |          |
| 2014/2015    | Washington Capitals     | NHL          | 35  | 0             | 5             | 5             | 10            | —             | — | —        | —        | —        |          |          |
| 2014/2015    | Carolina Hurricanes     | NHL          | 3   | 0             | 0             | 0             | 0             | —             | — | —        | —        | —        |          |          |
| Celkem v NHL | Celkem v NHL            | Celkem v NHL | 304 | 13            | 58            | 71            | 157           | 9             | 0 | 1        | 1        | 8        |          |          |

## Reprezentace
| Rok    | Tým    | Soutěž | Z | G | A | B | TM |
| ------ | ------ | ------ | - | - | - | - | -- |
| 2010   | USA    | MS     | 6 | 0 | 1 | 1 | 2  |
| Celkem | Celkem | Celkem | 6 | 0 | 1 | 1 | 2  |